# 大韩航空坚果返航事件

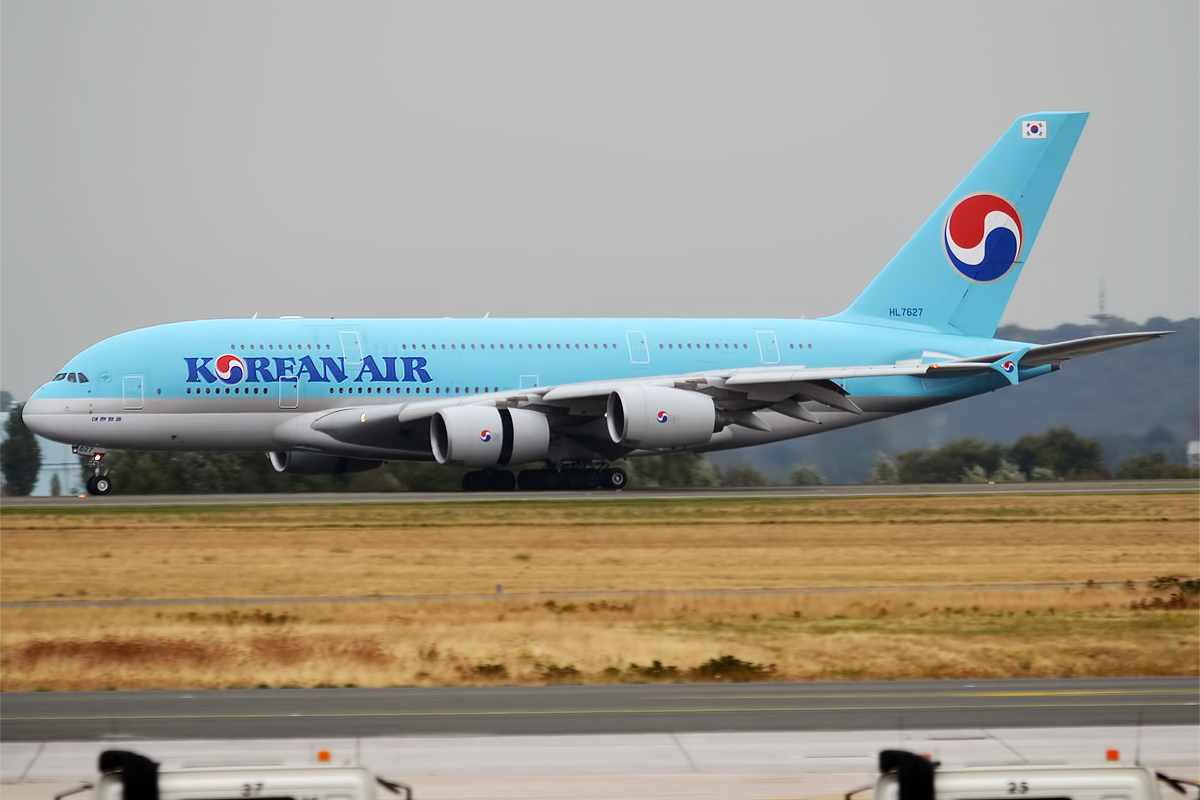
涉事的大韩航空A380（HL7627）

大韩航空坚果返航事件，是大韩航空副社长趙顯娥（韓進集團會長兼大韓航空公司社長趙亮鎬之長女）以乘客身份乘坐紐約飛往首爾的大韓航空86號班機（当时由编号为HL7627的空中客车A380-861执行），因一名空服員在未事先請示趙顯娥的情況下，向她提供了一包夏威夷果仁小食，而且未開啟倒在碟子上端上，趙顯娥因而大怒，還命令機長返回登機門趕人的事件。此事件不但引起韓國民眾嘩然，也令航空管理部門關注。

## 名称
各大媒体对此事件的报道有很多不同的名称，中文媒体称为“坚果返航”或“坚果门”事件，韩国媒体称为、或，英语媒体称为“Nut rage”、“Nutgate”或“Nut return”。

## 事件经过

### 事件起源

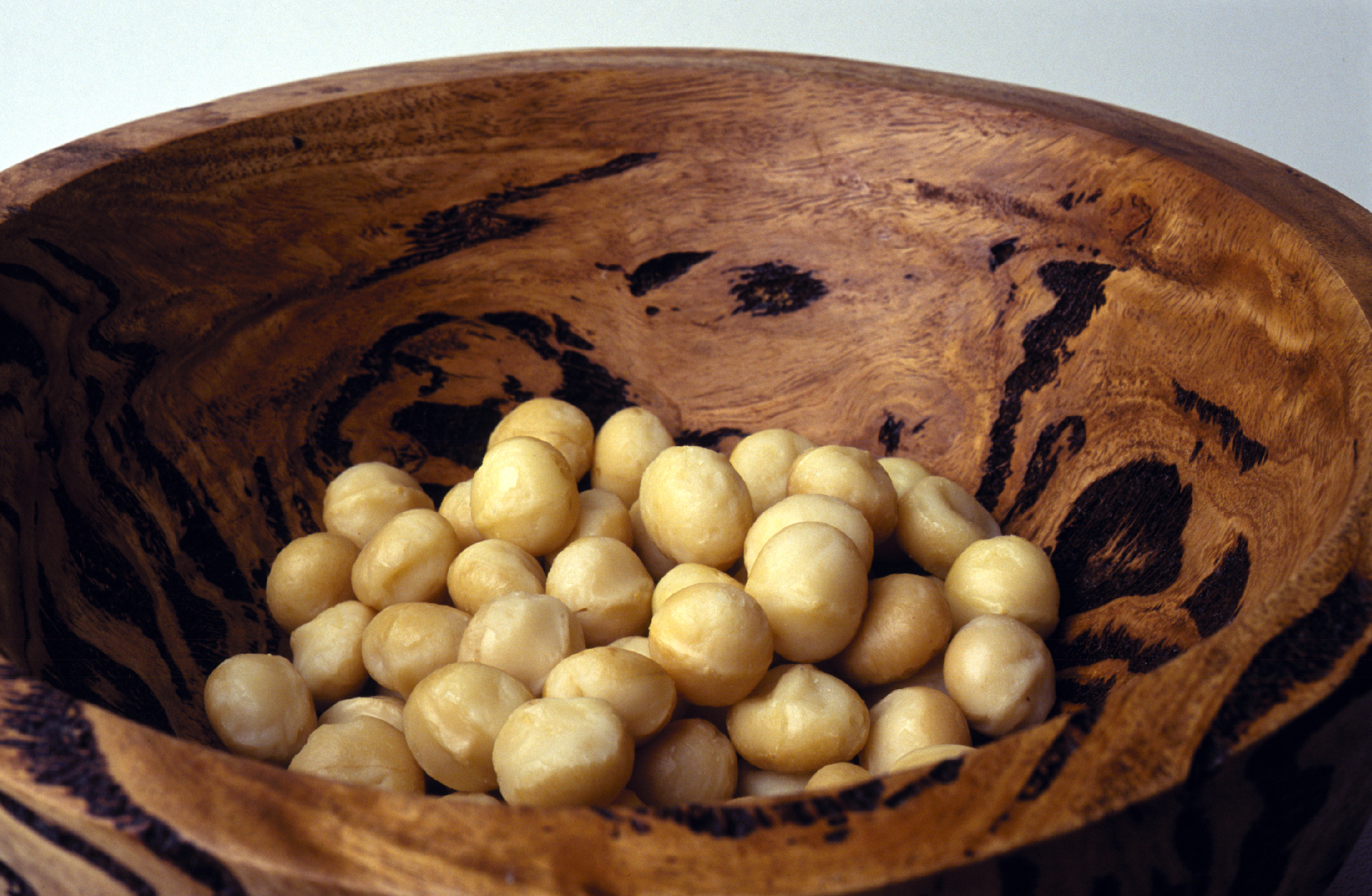
夏威夷坚果

美国东岸时间2014年12月5日凌晨0点50分，大韩航空副社长趙顯娥以乘客身份乘坐紐約飛往首爾的大韓航空86號班機（当时乘坐的是头等舱），當客機離開停機坪滑往跑道期間，空服員朴昌镇未有事先請示趙顯娥的情況下，向她提供了一包夏威夷果仁小食，而且未有開啟倒在碟子上端上，趙顯娥因而大怒，隨即指示機長把已經抵達跑道的客機折返登機門，並把負責該航班乘務工作的座艙長驅趕下機，客機因此需要延遲起飛，导致飞机延迟20分钟起飞，抵达仁川时，也延迟了11分钟。据韩国《朝鲜日报》报道，当时除赵显娥以外唯一同坐在头等舱的乘客朴某在接受记者采访时说：“一位女乘客（赵显娥）让蹲着的女乘务员起身后说：下去，并用右手推她的肩膀。乘客把乘务员一直推到登机口，推了有3米远，然后用卷起来的（塑料）文件敲打乘务员身旁的墙壁。”他说：“那位乘客的声音非常大，连经济舱的乘客也伸出了头，直到乘务长下机，骚乱持续了20分钟左右。”朴某称：“赵显娥起初让乘务员下机，但又对乘务长说：你是责任人，你也有错。你下去。 ”他说：“我觉得她的行为太严重，乘务员带着害怕的表情哽咽着。”他还称，赵显娥在此过程中使用的文件从乘务员的胸前掉下来，但看似扔出去的一样。朴某表示，但是赵显娥没有辱骂或捶打乘务长的手背。朴某说：“赵显娥把乘务员推到登机口后，拉上了窗帘。（在超过子夜的时候）虽然说话声音大，人们睡觉会被吵醒，但还是不会太注意。”朴某说：“那时我就想 得是多了不起的人啊，会这么做，后来看到报道后才知道。”朴某说：“我很生气，就向大韩航空提出了抗议，两天后自称是常务的人打来电话说 请您尽可能克制接受采访，请您说接受我们的道歉。”据朴某透露飞机返航时机内没有通过广播对此事进行说明及道歉。
之后赵显娥叫乘务长联系机长，使飞机掉头返回登机口，逼迫乘务长下机，造成飞机延误。大韩航空方面则在乘务员6日下午抵达韩国后，强迫他们作假陈述。大韩航空在致歉书中表示，乘务员“犯下大错”，未能解开平板电脑密码，还说了谎，但韩国进步市民团体“参与连带”在首尔西部地方检察厅前举行记者会表示，据内部证言和大韩航空工会消息，致歉书中的内容完全不符事实。
事件不但引起韓國民眾嘩然，并认为事件有损韩国的“国格”，也令航空管理部門關注。由於事件可能違反航空安全規定，韓國國土交通部決定立案調查，禁止趙顯娥离境，並對大韓航空提出警告。12月9日，大韩航空亦对受影响的乘客道歉。大韩航空12月8日辩解说“乘务员的服务存在缺陷，自然要加以指责”，同时大韩航空社长赵亮镐在记者会上作出道歉，称“给乘客带来诸多不便，深表歉意”。

### 辞职并被调查
事件发生后，赵显娥就此事件道歉，决定辞去所有职务，但将继续保留副社长和注册理事的职位。12月17日，赵显娥以嫌疑人身份前往韩国检察厅接受调查，并傳召趙顯娥作供。另外有媒体报道称，赵显娥被调查人员证实，上机前曾经喝过酒。12月30日，韓國檢察廳以涉嫌違反「航空安全法」和強逼機組人員作出偽證罪名，對趙顯娥發出逮捕令。趙顯娥於12月31日被韓國警方拘捕，並接受羈押調查。

### 审判
2015年1月19日，趙顯娥被押送往韓國法院接受審訊。法院审理查明，赵显娥违反《飞航安全法》的相关规定，但她辩称无罪。2月2日，首尔西部法院303号法庭一审判决，赵显娥被判处有期徒刑3年。而在2月12日，赵显娥因涉嫌非法变更客机航线、暴力威胁航空安全、恐吓、妨害公务和以欺骗手段妨害司法，经首尔西部地方法院二审判决，赵显娥被判处有期徒刑1年。其个人在羁押期间共提交过6封悔过书，试图避免坐牢。
此外，检方对于大韩航空客舱乘务本部的常务吕某以及国土交通部调查官金某分别求判有期徒刑2年。吕某涉嫌在媒体曝光“坚果返航”事件之前删除乘务长朴某拟写的报告、在国土交通部进行调查时要求大韩航空相关员工做伪证和假供、在检方搜查大韩航空总部时指使手下员工删除相关资料和更换一台电脑。金某涉嫌向吕某透露国土交通部的调查内容。
5月22日，首尔高等法院对坚果返航案进行二审宣判，赵显娥因“变更航道”罪名不成立，判处有期徒刑10个月，缓刑2年，并当庭释放。

## 相关评论和影响
有多個媒體批評大韓航空管理層的威權文化，凌駕於機組人員的專業判斷。
韩国《中央日報》9日发表社论称，“大家不应该再乘坐这样的航空公司的飞机。”而《韓民族日報》9日发表社论称，该事件对外显示了富二代如何在自己父亲公司裡进行“皇帝经营”，事件不仅严重影响大韩航空职员士气，而且也让自己身败名裂。另外美国《大西洋月刊》称，此事件让人们再次关注韩国财阀的企业文化。
另外，有韩国民众要求去掉大韩航空名称中的“大韩”字样，将“大韩航空”改名为“韩进航空”、甚至还有要求改名为“坚果航空”、“赵家航空”、“显娥航空”，同时要求“不要使用太极图案”。
事件发生后，韩国境内民众疯狂购买“肇事”的夏威夷坚果。网上购物中心Gmarket在12月10日表示，夏威夷果相关食品的销量与上周同期相比增加了149%。
而韩国有线电视频道Mnet亦制作了与该事件有关的戏仿节目，后来因不明原因被取消播出。
韩国多名国会议员因此事在国内引起巨大风波，打算提交一份法案，建议严惩这类霸道做法。这份法案名为“大型企业道德管理特别法”，也被称为“赵显娥法”。根据草案，一些大型财团高管的家人一旦被定罪，至少5年内将不得在这些企业中任职。2019年7月16日，南韓實施“職場霸凌禁止法”。
事发后，涉事的乘务员（座舱长）朴昌镇请了18个月的病假以寻求治疗。朴昌镇受访时表示，当时自己在服抗抑郁药，并经常感到焦虑，并呼吸困难。休完病假后，朴昌镇重返工作岗位，但必须重新接受资格检验。由于朴昌镇无法通过韩文与英文测验，他被分派到经济舱，而且经常被指派包括洗厕所等的工作。朴昌镇后于2020年辞职，进入政坛并加入正义党。2020年大韩民国国会选举期间，朴昌镇被正义党列入比例代表名单第6位，但正义党在选举中仅分配到5个国会席位，朴昌镇未能进入国会。
此事件亦成为趙亮鎬2019年被股东否决的理事连任案的导火索之一。股东之一的韩国国民年金认为该事件及“泼水门”事件破坏了大韩航空的形象，对股东权益带来负面影响。

## 另見
- 聯合航空3411號班機事件
- 赵显娥
- 赵显旼
- 赵重勋家族争议（朝鲜语：한진그룹 총수 일가 논란）
- 空中愤怒